# Zeuxine goodyeroides
Zeuxine goodyeroides är en orkidéart som beskrevs av John Lindley. Zeuxine goodyeroides ingår i släktet Zeuxine och familjen orkidéer. Inga underarter finns listade i Catalogue of Life.